# Astragalus antoninae
Astragalus antoninae är en ärtväxtart som beskrevs av Grig. Astragalus antoninae ingår i släktet vedlar, och familjen ärtväxter. Inga underarter finns listade i Catalogue of Life.